# Silique (mesure)
Pour les articles homonymes, voir Silique (homonymie).
La silique (latin siliqua) est une mesure de masse puis une monnaie de l'époque romaine et mérovingienne. La silique désigne le fruit du caroubier dont les grains servaient à peser des faibles masses. La première mention de la silique date du IIIe siècle de notre ère.

« "Siliqua vicesima quarta pars solidi est, ab arbore, cuius semen est, vocabulum tenens."
Une silique est un vingt-quatrième de solidus (monnaie) et son nom vient de la graine d'un arbre. »

— Isidore de Seville, Etymologiarum libri XX, Liber XVI, 25

## Mesure de masse
Du temps de la république romaine, la livre (libra) de 326 g pèse 288 scrupules (1,13 g) et l'once (uncia) 24 scrupules. Or par analogie avec les monnaies, la silique correspondrait à 1/6 de scrupule, soit 0,189 gramme. Il en résulte que la masse de la livre romaine est celle de 288 x 6 = 1 728 siliques de 0,189 gramme, soit environ 326 grammes.
Quelques siècles plus tard, à l'époque byzantine, des textes métrologiques mentionnent la masse de la livre romaine comme celle de 6.912 grains d'orge nue (krithokokka). Le scrupule pèse donc 6 siliques ou 24 grains d'orge nue (0,0472 g). Les premiers deniers de la République pèsent 4 scrupules (4,53 g), le denier de Néron 3 scrupules, la "drachme" tardive 3 scrupules (3,40 g), le solidus du IVe siècle 4 scrupules ou 24 siliques (4,53 g).
Les relations entre les unités pondérales sont indiquées par Priscien comme suit : un scrupule (scripulum / scupulum) = 6 siliques, une drachme = 3 scrupules = 18 siliques, une once (uncia) = 8 drachmes = 24 scrupules = 144 siliques, une livre romaine (libra) = 12 onces = 1728 siliques.
La livre romaine pèse 6,912 grains d’orge nue et la silique 4 grains d'orge nue.

## Monnaie associée
Au IVe siècle, une monnaie romaine d'argent dont la valeur est celle d'une silique d'or prend le nom de silique.